# Beccariola celebensis
Beccariola celebensis es una especie de coleóptero de la familia Endomychidae.

## Distribución geográfica
Habita en Célebes (Indonesia).